# Isao Koizumi
Isao Koizumi (em japonês:  小泉 勲; Tóquio, 2 de julho de 1945) é um ex-jogador de voleibol do Japão que competiu nos Jogos Olímpicos de 1968.
Em 1968, ele fez parte da equipe japonesa que conquistou a medalha de prata no torneio olímpico, no qual jogou em todas as nove partidas.